# 손등 키스

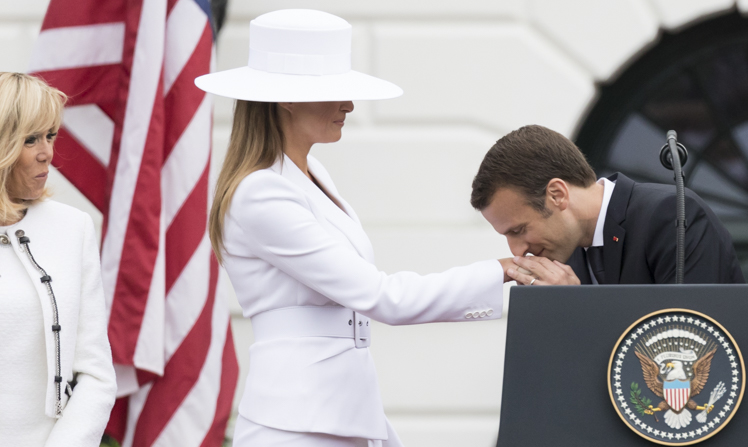
에마뉘엘 마크롱 프랑스 대통령이 미국 영부인 멜라니아 트럼프 여사의 손에 키스하며 인사하고 있다(2018년 4월 24일).

손등 키스는 손등에 하는 키스다. 대부분 남자가 여자에게 하며, 존경, 헌신 등의 의미를 담고 있다.
손등 키스는 한 사람이 다른 사람을 향한 공손함, 공손함, 존경, 감탄 또는 헌신을 나타내는 인사말 제스처이다. 손등 키스는 신사가 숙녀를 맞이하는 정중한 방법으로 간주된다. 오늘날 비의식적인 손등 키스는 드물며 주로 보수 계급이나 외교적 맥락에서 이루어진다. 오늘날 손등 키스는 볼에 하는 키스나 악수로 대체되었다.
의식적이지 않은 손등 키스는 손등이 위를 향하도록 오른손을 내밀어 여성이 시작할 수 있다. 또는 손바닥이 위를 향하도록 오른손을 뻗은 신사가 숙녀에게 오른손을 가볍게 아래를 향하도록 초대한다. 신사는 제안된 손을 향해 절을 하고 (종종 상징적으로) 제안된 손을 가볍게 잡고 입술로 그녀의 손가락 마디를 만진다. 그러나 입술은 현대 전통에서 실제로 손에 닿지 않는다. 특히 친밀하거나 낭만적인 분위기가 부적절하다고 간주될 수 있는 공식적인 환경에서는 더욱 그렇다. 제스처는 1초 미만으로 짧다.
튀르키예, 말레이시아, 인도네시아, 소말리아, 브루나이에서 손등 키스는 모든 성별의 노인, 주로 가장 가까운 친척(부모, 조부모, 삼촌 또는 숙모)과 교사에게 인사하는 일반적인 방법이다. 때때로 인사하는 사람은 손에 키스를 한 후 자신의 이마에 손을 댄다. 필리핀에서는 제스처가 이마에 손을 대는 것으로 발전했다. 손등 키스 그 자체는 언제 사용할 수 있는지에 관한 유럽 관습과 합쳐진 별도의 제스처가 되었다.
남부 이탈리아, 특히 시칠리아에서는 "나는 손에 입맞춘다."라는 말로 인사한다. (이탈리아어: "Bacio le mani.") 마찬가지로 헝가리에서는 "나는 당신의 손에 입맞춘다."라는 말로 인사한다. (헝가리어: "Kezicsókolom.")는 특히 연장자나 시골 지역에서 인사할 때 가끔 사용된다. 단축 버전 "나는 입맞춘다." (헝가리어: "Csókolom.") 표현이 더 널리 퍼져 있다.
루마니아에서 이 제스처는 사제와 여성을 위한 것으로, 일부 지역에서는 여성에게 처음 도입되었을 때 일반적인 인사말이다. 여성에 대한 언어적 표현은 "나는 당신의 손에 입맞춥니다"(루마니아어: "sarut mana", 때로는 "saru-mana"로 축약됨)이다. 사제 자신이나 궁극적인 결점에 관계없이 사제의 성품은 거룩하고 축복받은 것이다. 과거에는 두 부모 모두 손에 입맞춤을 하고 일종의 축복으로 여겼지만 지금은 그 표현이 거의 전적으로 여성에게만 적용된다.

## 같이 보기
- 인사
- 경례